# Vera Cruz (Pensilvania)
Vera Cruz es un área no incorporada ubicada en el condado de Lehigh en el estado estadounidense de Pensilvania. Vera Cruz se encuentra ubicada dentro del municipio de Upper Milford.

## Geografía
Vera Cruz se encuentra ubicada en las coordenadas 40°30′19.84″N 75°29′48.8″O / 40.5055111, -75.496889.